# グリーン購入
グリーン購入（グリーンこうにゅう）とは、製品やサービスを購入する前に必要性を熟考し、環境負荷ができるだけ小さいものを優先して購入することである。消費者の観点でグリーン購入といい、生産者の観点ではグリーン調達という。

## 概要
商品を購入する際に、その商品の性質や品質や価格といったことが、通常、主要な考慮事項となる。その商品そのものが環境に与える影響や、その商品を製造する過程で発生する環境負荷は社会全体の利益にとっては重要なため、購入者が可能な範囲で環境負荷の低減を考慮した取り組みとなる。
グリーン購入の取り組みを促進するために行政、企業、学識経験者、消費者団体からなるグリーン購入ネットワーク（GPN）が1996年（平成8年）に設立された。策定される方針、原則、ガイドラインは公開されているため、グリーン購入判断の指標にされる。

### グリーン購入法
- 2000年（平成12年）

私的利益を考慮する必要のない公的機関で率先した購入・調達を推進し、環境面への配慮を促す事を含め、グリーン購入法が制定された。国等の各機関の取組に関することのほか、地方公共団体、事業者及び国民の責務などについても定めている。
- 2014年（平成26年）

グリーン購入法の一部改正が行われ、エコマーク、エコリーフに加え、カーボン・オフセット認証等を参考にし環境負荷の少ない製品の調達に努めることとなった。
また、「プレミアム基準策定ガイドライン」に基づき、2014年（平成26年）は以下のような基準や評価を満たしているものについては積極的な調達に努めるものとしている。
(1)基本方針に定める品目のうち、グリーン購入法と上位互換である基準（エコマーク等）を満たした物品。
(2)基本方針に定める品目のうち、統一省エネラベルなど多段階評価によりその環境性能が評価されている品目（家電製品、蛍光灯照明機器及び自動車等）について、より上位の評価がなされている物品。
(3)基本方針に定める品目のうち、カーボン・オフセット認証を取得している物品。

## グリーン購入の判断
グリーン購入ネットワーク（GPN）では4つに大別したグリーン購入基本原則を設けている。 
必要性の考慮
購入する前に必要性を十分に考える。
製品・サービスのライフサイクルの考慮
資源採取から廃棄までの製品ライフサイクルにおける多様な環境負荷を考慮。
事業者取り組みの考慮
環境負荷の低減に努める事業者から製品やサービスを優先して購入。
環境情報の入手・活用
製品・サービスや事業者に関する環境情報を積極的に入手・活用して購入。
消費者側に複雑な判断能力が必要となるが必ずしも強制するものでは無い。目安としては以下の制度もある。
- 環境情報として、どの製品で環境負荷が小さいのかに関する判断を助ける環境ラベリング制度がある。
- 環境負荷低減に努めている事業者であるかどうかを判断する指標の1つとしてISO 14000もある。